# Jan-Are Larsen

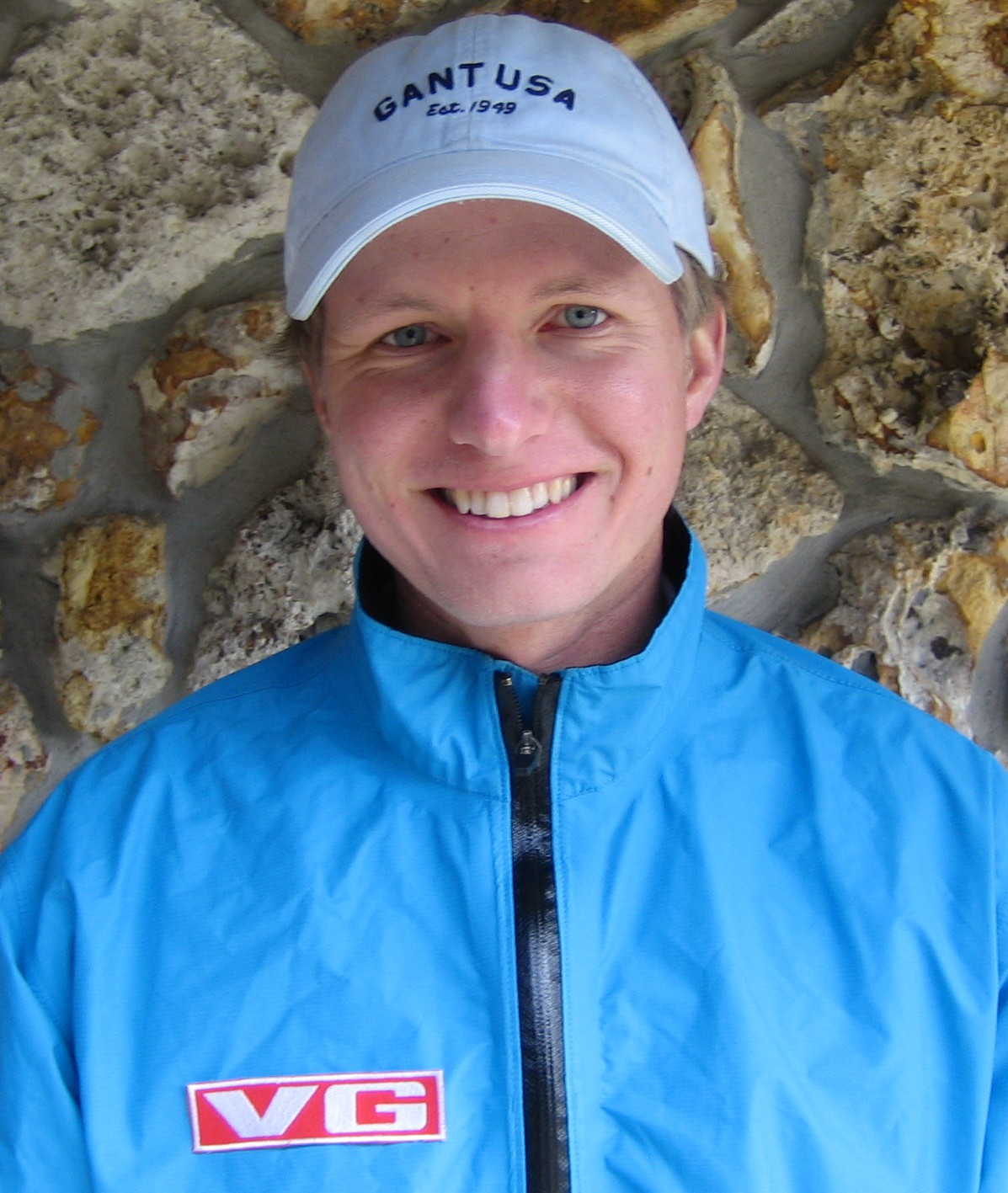
Lid van het Noorse team, 2006

Jan-Are Larsen (Sarpsborg, 18 mei 1976) is een professioneel golfer uit Noorwegen. 
Larsen studeerde met een studiebeurs aan de Universiteit van Alabama. Als amateur ging hij in 2002 naar de Tourschool, won Stage 2 en haalde de 5de kaart in de finale. Ondertussen werd hij professional. In 2003 speelde hij op de Europese PGA Tour, maar sindsdien op de Europese Challenge Tour. Hij heeft vijf top-3 plaatsen behaald en bijna ieder jaar drie top-10 plaatsen. Toch is het hem nog niet gelukt zich weer voor de Europese Tour te kwalificeren.
Larsen woont in Sarpsborg, hij is getrouwd en heeft een zoon (2007) en een dochter (2010). 